# Eva Vones
Eva Vones (* 29. září 1954 Brno) je česká a rakouská malířka a ilustrátorka.

## Život
Eva Vones Vonešová se narodila v Brně 29. září 1954. Po maturitě na Střední uměleckoprůmyslové škole v Brně byla přijata v roce 1973 na Akademii výtvarných umění v Praze do ateliéru Karla Součka. Absolvovala v roce 1979.
Provdala se za malíře Ondřeje Kohouta a tak se dostala do disidentského prostředí. Pracovala jako uklízečka a získala tím svobodu k volné tvorbě. Koncem roku 1981 se s rodinou vystěhovala do Vídně. Poprvé mohla svá díla vystavit na veřejnosti v Antverpách. Následovaly výstavy po celém Rakousku, v Německu a v Itálii. V roce 1989 byla vybrána k účasti na kolektivní výstavě 200 let Francouzské revoluce. Po sametové revoluci úspěšně vystavovala i v českých galeriích. Používá mimo klasických olejových barev i přírodní materiály jako popel, listy, dřevo, hlínu, písek. Od mládí psala texty, které doprovázela svými kresbami.
Žije a pracuje střídavě v jižních Čechách a ve Vídni.

## Dílo

### Ilustrace
- Kohout, Pavel. Skrytá hvězda Jelena Mašínová. Brno: Větrné mlýny 2011
- Boučková, Tereza. Šíleně smutné povídky. Praha: Odeon 2019
- Kohout, Pavel, Mašínová, Jelena. Přítoky románů. Praha: Odeon 2020. ISBN 978-80-207-1977-5

### Výstavy autorské:
- 1985 Antverpy, Hamburg, Freiburg,Linz, Vídeň, Villach
- 1986 Neapol
- 1987 Vídeň
- 1988 Vídeň, Hergiswil, Antverpy
- 1989 Meckenheim
- 1990 Zürich, Vídeň, Vicenza
- 1994 Hamburg
- 1995 Praha (Vojenské muzeum)
- 1996 Bonn, Kőln, Vídeň, Antverpy
- 1997 Soběslav (Galerie sv. Marka)
- 1998 Antverpy
- 1999 Vídeň, Antverpy, Praha (Galerie bří Čapků)
- 2000 Praha (Galerie Nový svět; Malostranská beseda), Plzeň
- 2002 Praha (Galerie Gambit)
- 2003 Vídeň, Brusel
- 2004 Zwettl
- 2005 Vídeň, České Budějovice(Radnice), Brusel
- 2006 Gabelhofen,
- 2007 Vídeň, Praha (Galerie Millennium; Nová síň), Prigglitz,St. Pölten
- 2008 Berlín (Velvyslanectví České republiky)
- 2009 Vídeň, Mürzzuschlag, Zell/See
- 2011 Budapešť, Vídeň
- 2014 Vídeň
- 2015 Sázava (Huť František)
- 2016 Mikulov, Vídeň
- 2019 Dobrohoř zámek
- 2022 Dobrohoř, zámek (Rodinné setkání „Jednoznačně dvojznačně“)